# Björn Bach
Björn Bach (Magdeburgo, Alta Saxónia, 21 de junho de 1976) é um ex-canoísta alemão especialista em provas de velocidade.

## Carreira
Foi vencedor da medalha de prata em K-4 1000 m com os seus colegas de equipa Mark Zabel, Jan Schäfer e Stefan Ulm em Sydney 2000.
Foi vencedor da medalha de prata em K-4 1000 m com os seus colegas de equipa Andreas Ihle, Mark Zabel e Stefan Ulm em Atenas 2004.